# پولگولا
پولگولا (به لاتین: Polgolla) یک منطقهٔ مسکونی در سری‌لانکا است که در ناحیه کندی واقع شده‌است.